# 深尾隆太郎

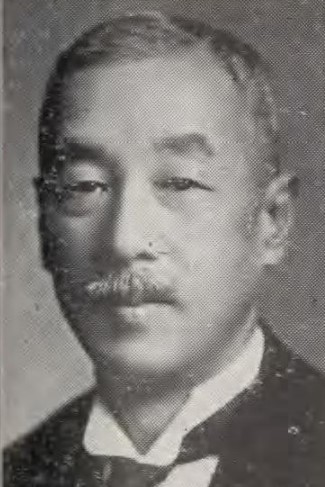
深尾隆太郎

深尾 隆太郎（ふかお りゅうたろう、1877年（明治10年）1月19日 - 1948年（昭和23年）4月17日）は、日本の実業家。貴族院議員。大阪商船副社長、南洋拓殖社長、日本サッカー協会会長などを歴任し、2005年に第1回日本サッカー殿堂入り。

## 履歴
土佐藩主山内家筆頭家老であった深尾重良に始まる佐川深尾家（1万石）の第13代当主。10代重先の長男・需（もとむ）の長子として大阪市天王寺で生まれた。
東京府尋常中学校を経て、1899年高等商業学校（現・一橋大学）を卒業する。同年に大阪商船に入社し、本社近海課長、東京支店長等を歴任。1912年朝鮮郵船取締役。1917年海外興業取締役。1920年に大阪商船専務取締役、1923年に大阪商船副社長に就任。1929年副社長を退任し、高等商業1年後輩の村田省蔵（のちに逓信大臣等）と代わった。同年日清汽船社長に就く。さらに1936年南洋拓殖社長、1937年南洋アルミニウム鉱業会長。東洋電化工業会長、阪堺電鉄相談役も務める。
1925年に男爵を12代当主重孝から襲爵し、1928年6月16日に貴族院男爵議員補欠選挙で当選し、1928年金杯一個。1930年正五位。1934年勲四等旭日小綬章。1937年勲三等瑞宝章。1940年勲三等旭日中綬章。大日本体育協会理事、議院制度調査会委員、内閣調査会参与、海軍協会理事、電信協会理事などを歴任した。1946年5月8日、貴族院議員を辞職、公職追放となった。
1935年から第2代日本サッカー協会会長を務め、1936年ベルリンオリンピック参加のための資金集めなどに尽力し、第二次世界大戦が終結した1945年に辞任した。2005年第1回日本サッカー殿堂入り。

## 栄典
- 1938年（昭和13年）4月15日 - 従四位[9]

## 親族
佐川深尾家12代当主重孝（隆太郎の叔父）に嗣子がなかったことから宗家を継いだ。母まきは深尾蕃條長女。妻初野（永田巌長女）との間に２男３女がおり、長男重光、次男重正ともに第五高等学校時代にはサッカー選手をしていたことがある。富子は弘前大学教授を務めた農学者田町以信男の妻。哲学者の小島威彦明星大学名誉教授も娘婿。後妻浪江は岸田幸雄元参議院議員の姉。妹壽ゑは川添玄平二男川添清麿に嫁いだ。清磨の養子に後藤象二郎の孫にあたる川添浩史がおり、妻はピアニストの原千恵子、子に音楽プロデューサーの川添象郎がいる。　